# 能登呂號水上飛機母艦
能登吕号水上飞机母舰，是大日本帝國海軍的水上飛機母艦。曾參與一二八事变。
船名取自庫頁島南端能登呂半島。

## 艦史
1920年完工，為八八艦隊計劃中的給油艦。
1924年於佐世保海軍工廠改裝為水上飛機母艦。
1932年1月24日，能登呂號由旅順出發駛達上海，参与一二八事变。:12
1932年1月29日，能登呂號停泊在黄浦江上，自此船起飛的日本戰機轰炸了上海的闸北。
1938年2月24日，能登呂號總共派出5架九五式水上偵察機，在13架九五式艦上戰鬥機的護航下轟炸粵北南雄機場。
1941年參與運輸飛機與重油，被三枚魚雷襲擊損壞。
二戰末期，位於新加坡，未經修理，被用作油罐。戰後被丟棄在海上。